# Kono (popolo)
I Kono sono un gruppo etnico della Sierra Leone, nella quale costituiscono il 4,3% della popolazione. Sono stanziati prevalentemente nel distretto di Kono, regione che abitano dal XVI secolo. I Kono sono prevalentemente agricoltori e minatori, dal momento che la loro terra è la principale area di estrazione dei diamanti serraleonesi. Parlano la lingua kono, appartenente alla famiglia delle lingue mande, anche se molti kono utilizzano anche la lingua krio, che è una sorta di lingua franca in Sierra Leone. 
La cultura kono condivide molti tratti in comune con gli altri popoli mandé sudoccidentali, in particolare l'uso rituale delle maschere lignee e il ruolo sociale delle società segrete, come la società Poro e la società Sande.